# Bell 400 TwinRanger
El Bell 400 TwinRanger fue un helicóptero prototipo civil de dos motores y cuatro palas desarrollado por Bell Helicopter en los años 80 del siglo XX. Tanto el TwinRanger como otra versión planeada, el Bell 440, fueron intentos de comercializar un desarrollo bimotor del Model 206L LongRanger. El Bell 400A fue una planeada versión monomotora del 400. El desarrollo del TwinRanger fue cancelado cuando Bell no pudo adquirir suficientes órdenes de producción. El nombre TwinRanger fue usado más tarde para una versión bimotora del LongRanger producida de 1994 a 1997.

## Desarrollo
Bell había intentado varias encarnaciones de una versión bimotora de su exitosa serie Bell 206. El nombre TwinRanger data de mitad de los años 80, cuando Bell consideró por primera vez el desarrollo de una versión bimotora del LongRanger.
El Bell 400 TwinRanger presentaba un fuselaje reperfilado, dos turboejes Allison 250, el rotor principal de cuatro palas del OH-58D Kiowa, y un nuevo rotor de cola encapsulado. Bell también planeó el monomotor 400A, y el 440 bimotor con un fuselaje mayor realizado posiblemente con un alto grado de materiales compuestos. El Bell 400 voló por primera vez el 4 de abril de 1984. Bell suspendió el desarrollo de la familia 400/440 a finales de los años 80 debido a la incapacidad de conseguir una tasa de producción rentable de 120 unidades al año.

### Sucesores
Tras el éxito de las conversiones bimotoras Gemini ST de Tridair del 206L a principios de los años 90, Bell produjo el equivalente Bell 206LT TwinRanger, basado en el 206L-4. Solo fueron construidos 13 206LT entre 1994 y 1997. El 206LT fue reemplazado en la línea de montaje de Bell por el Bell 427, un desarrollo mayormente nuevo del Bell 407, asimismo un derivado monomotor de cuatro palas del 206L.

## Variantes
Bell 400
Prototipo bimotor. Cuatro construidos.
Bell 400A
Modelo proyectado para ser equipado con un solo turboeje PW209T de 937 shp.
Bell 440
Proyectada versión bimotor con un fuselaje mayor.

## Especificaciones (Bell 400)
Referencia datos: The Illustrated Encyclopedia of Helicopters

### Características generales
- Tripulación: Un piloto.
- Capacidad: Cinco pasajeros.
- Diámetro rotor principal: 10,60 m
- Peso vacío: 1400 kg
- Peso máximo al despegue: 2495 kg
- Planta motriz: 2× turboeje Allison 250-C20P.
  - Potencia:  420 hp cada uno.

### Rendimiento
- Velocidad nunca excedida (Vne): 278 km/h
- Velocidad crucero (Vc): 259 km/h
- Radio de acción: 730 km
- Techo de vuelo: 3048 m (10000 pies)

### Desarrollos relacionados
- Bell 206L/LT
- Bell 407
- Bell 427

### Secuencias de designación
- Secuencia Numérica (interna de Bell): ← 249 - 301 - 309 - 400 - 407 - 409 - 412 →